# Un tranquillo weekend di paura
Un tranquillo weekend di paura (Deliverance) è un film del 1972 diretto da John Boorman, tratto dal romanzo Dove porta il fiume di James Dickey.
Con Jon Voight, Burt Reynolds e Ned Beatty nei ruoli principali, nel 1973 fu candidato a tre premi Oscar, tra cui quello al miglior film, e a vari Golden Globe. Il fiume Cahulawassee, lungo cui si svolge gran parte dell'azione, è immaginario; le riprese si svolsero sul fiume Chattooga River, nella contea di Chattooga in Georgia.

## Trama
Ed Gentry, Lewis Medlock, Bobby Trippe e Drew Ballinger sono quattro amici di Atlanta che decidono di passare un fine settimana nei boschi dei monti Appalachi, discendendo il fiume Cahulawassee in una zona che presto verrà inondata d'acqua per la costruzione di una diga. Arrivati a una stazione di servizio, chiedono a un vecchio abitante del posto se c'è qualcuno che vorrebbe fare un lavoro per loro. Nel frattempo Drew vede un ragazzino autistico, che stringe un banjo. Egli, non trovando altro modo per comunicare con lui, comincia a improvvisare una melodia con la sua chitarra, a cui il giovane risponde con il suo strumento, in quella che è una delle scene più famose del film. Lewis e Ed, dopo aver perlustrato il villaggio di montagna nel quale gli abitanti vivono in condizioni miserabili, si mettono d'accordo con un meccanico di nome Griner, che insieme a suo fratello porterà - dietro compenso - le loro auto in una cittadina più a valle, dove i quattro dovrebbero arrivare in canoa domenica verso mezzogiorno.
Durante la discesa del fiume; il gruppo supera alcune rapide e riesce ad approdare in un luogo dove si accamperà per la notte. Lewis comunica che l'indomani vuole cambiare compagno in canoa, non essendosi trovato bene con Bobby.
Il giorno successivo l'equipaggio cambia: Ed va con Bobby e Lewis con Drew. Ed e Bobby si portano avanti rispetto agli altri due e decidono di sostare sulla riva del fiume per aspettarli; durante l'attesa arrivano due individui che iniziano a fare strani discorsi e si dimostrano aggressivi. La situazione si aggrava ancor di più quando Ed e Bobby notano che i due uomini hanno con sé un fucile da caccia e presto la situazione degenera. Uno dei due prende in ostaggio Ed con il fucile da caccia, mentre l'altro stupra l'inerme Bobby. Lo stupratore finisce con quest'ultimo e torna dal compagno armato, che vorrebbe costringere Ed a praticargli una fellatio. Ma improvvisamente arriva Lewis, che scaglia una freccia contro lo stupratore di Bobby, trafiggendogli il petto. L'altro criminale, colto di sorpresa e disarmato da Ed, scappa inseguito da Drew. Mentre lo stupratore muore, il gruppo di amici è incerto sul da farsi. Dopo varie discussioni, Lewis dichiara di voler sotterrare l'aggressore. Anche Bobby è d'accordo, non volendo far sapere a nessuno cosa ha dovuto subire. Solo Drew si oppone, reclamando sempre la giustizia, ma, visto che la maggioranza vota democraticamente per il seppellimento dello stupratore, così vien fatto.
I quattro uomini riprendono le canoe per tornare velocemente a casa. Drew è talmente sconvolto dall'accaduto che rifiuta di indossare il giubbetto salvagente e di comunicare con gli altri. Mentre stanno affrontando un tratto del fiume dalle acque sempre più agitate, all'improvviso Drew cade in acqua, forse colpito da un proiettile o forse a causa di un improvviso malore, e nella confusione che segue una delle due imbarcazioni sbatte prima contro le rocce e viene poi investita dall'altra, spaccandosi a metà. I quattro amici finiscono in acqua, lottando contro la corrente. Quando riaffiorano e riescono a raggiungere la riva, solo tre di loro sono vivi, ma Lewis è gravemente ferito a una gamba. Drew è invece sparito nel fiume, anche perché era senza salvagente. Lewis è certo di aver sentito uno sparo, pensa che la colpa di tutto sia dell'altro stupratore e prega Ed di salvarli, dato che, secondo lui, è l'unico con il fisico e il temperamento adatti e ancora non ferito.
Il gruppo è intrappolato in una sorta di gola. Al calar della notte Ed approfitta del buio e si arrampica sulle rocce a strapiombo, sfidando il rischio di precipitare, certo che l'assalitore sia appostato lì sopra, in attesa dell'occasione migliore per finirli. Arrivato in cima, si addormenta stremato. Si risveglia improvvisamente all'alba ed avvista un uomo con un fucile che, appostato sul ciglio del dirupo, sta scrutando verso il basso. Ed, pensando che sia il secondo montanaro, arma l'arco e tenta un tiro, ma la tensione gli fa tremare la mano e non riesce a non farsi notare. Ed scocca il colpo, mentre lo sconosciuto risponde a sua volta con un colpo di fucile che lo manca, ma lo fa sbilanciare e cadere sulla faretra, facendogli conficcare una freccia nel fianco. Il montanaro minaccia un'ultima volta Ed, con il fucile spianato, ma prima di poter sparare di nuovo cade a terra, morto. Ed si avvicina ma rimane sconvolto: l'uomo fuggito non aveva gli incisivi superiori, che ha invece l'uomo appena ucciso. Ma facendo leva con il coltello scopre che si tratta di una dentiera parziale; questo però non gli dà certezza assoluta che il morto fosse l'altro aggressore e non un qualunque cacciatore della zona. Ed lo cala giù per gettarlo in acqua, e poi scende dal pendio, rovinosamente, ma riuscendo comunque a raggiungere Lewis e Bobby.
Con quest'ultimo affonda il cadavere dello sconosciuto nel fiume, legandolo a un grosso masso, insieme al fucile e all'arco. I superstiti, dopo aver rimesso in sesto la canoa, si dirigono di nuovo verso la cittadina a fondovalle. Durante il tragitto i tre decidono di far credere che l'incidente sia avvenuto più in basso e poi fanno sparire anche l'appena rinvenuto cadavere di Drew, apparentemente privo di ferite da arma da fuoco. Giunti finalmente a destinazione, vedono i loro veicoli e trovano le persone alle quali i fratelli Griner hanno lasciato in custodia le loro auto.
Gli uomini vengono curati all'ospedale del posto: il più grave è Lewis, che rischia di perdere la gamba fratturata. Vengono trovati anche i resti della canoa spezzata, più a monte di dove dichiarato. Bobby e Ed sono costretti a ingegnarsi dicendo che si sono confusi. La cosa si aggrava perché il vice-sceriffo, un parente di un disperso andato a caccia qualche giorno prima, non crede alle loro parole e protesta. Ed e Bobby, visibilmente tesi, riescono a essere presenti al risveglio di Lewis, avvisandolo di essere stati costretti a modificare in parte la versione dell'accaduto. Lewis risponde, con astuzia, di non ricordare nulla. La situazione si sblocca con lo sceriffo che, pur non convinto, si rassegna non avendo sufficienti prove per trattenerli.
Il film termina con Ed che, tornato a casa, ha un terribile incubo, nel quale vede il fiume e un braccio umano che ne fuoriesce. Si sveglia di soprassalto e viene tranquillizzato da sua moglie.

## Accoglienza
Il film ebbe a suo tempo una grande eco sui mass-media a causa delle caratteristiche che lo ponevano in una categoria a sé stante dei pur numerosi film drammatici dell'inizio degli anni settanta, trattanti temi inusuali e poco ortodossi. Tra i motivi del clamore suscitato, vi era Burt Reynolds, all'apice della sua fama, della sua carriera e della sua forma fisica. All'epoca divenuto simbolo come pochi altri dell'attore virile, non aveva adottato ancora nel suo look i baffi neri che in seguito lascerà crescere. Un altro tema riguarda l'episodio dello stupro di Ned Beatty che per quanto appena accennato nelle immagini, rappresenta la prima volta in cui un film con grande seguito di pubblico fa mostra di un episodio di violenza carnale, per di più di natura omosessuale.

## Produzione
Il film è stato girato sul Tallulah Gorge a sud-est di Clayton e sul Chattooga River, che divide l'angolo nord-est della Georgia da quello nord-occidentale della Carolina del Sud. Altre scene sono state girate a Salem, in Carolina del Sud e a Sylva, in Carolina del Nord; un'altra nel cimitero della Mount Carmel Baptist Church, che ora si trova 40 metri sotto la superficie del lago Jocassee, sul confine tra le contee di Oconee e di Pickens, entrambe nella Carolina del Sud
Oltre al famoso tema del film, ci sono altri passaggi musicali sparsi lungo il film, alcuni dei quali suonati con un sintetizzatore. Alcune stampe del film hanno cancellato molte delle musiche extra. A parte quelli relativi a Eric Weissberg e Steve Mandel (più tardi costretto ad aggiungere, dopo una causa, anche Arthur "Guitar Boogie" Smith) per Dueling Banjos, non ci sono crediti per la colonna sonora del film. Il disco d'oro consegnato a Boorman per il singolo Dueling Banjos fu rubato dalla sua abitazione dal gangster dublinese Martin Cahill, una scena che il regista ha poi ricreato in The General (1998), un film sulla biografia di Martin Cahill.
Mentre veniva filmata la scena delle canoe, James Dickey, alticcio, litigò con Boorman: l'esito fu una breve scazzottata, da cui Boorman uscì col naso e quattro denti rotti, mentre Dickey fu buttato fuori dal set, senza però subire una querela. I due poi risolsero la questione e diventarono buoni amici e Boorman affidò a Dickey il ruolo dello sceriffo alla fine del film.
Le canoe usate nel film per la gita di rafting sono state ospitate fino al 2012 al Burt Reynolds and Friends Museum, a Jupiter, in Florida; una delle due è ora esposta al Tallulah Falls Railroad Museum, a Dillard, in Georgia.
La controfigura di Jon Voight, Claude Terry, ha acquistato l'equipaggiamento usato nel film dalla Warner Bros. per creare quella che è ad oggi la più antica organizzazione di rafting adventure sul Chattooga River.

## Riconoscimenti
- 1973 - Premio Oscar
  - Candidatura Miglior film a John Boorman
  - Candidatura Migliore regia a John Boorman
  - Candidatura Miglior montaggio a Tom Priestley
- 1973 - Golden Globe
  - Candidatura Miglior film drammatico
  - Candidatura Migliore regia a John Boorman
  - Candidatura Miglior attore in un film drammatico a Jon Voight
  - Candidatura Migliore sceneggiatura a James Dickey
  - Candidatura Miglior canzone (Dueling Banjos) a Arthur Smith, Steve Mandel e Eric Weissberg
- 1973 - Premio BAFTA
  - Candidatura Migliore fotografia a Vilmos Zsigmond
  - Candidatura Miglior montaggio a Tom Priestley
  - Candidatura Miglior colonna sonora a Jim Atkinson, Walter Goss e Doug E. Turner
- 1972 - National Board of Review Awards
  - Migliori dieci film
- 1973 - DGA Award
  - Candidatura Miglior regia a John Boorman
- 1973 - WGA Award
  - Candidatura Miglior sceneggiatura non originale a James Dickey

Nel 2008 è stato scelto per essere preservato nel National Film Registry della Biblioteca del Congresso degli Stati Uniti.

## Collegamenti ad altre pellicole
- La sequenza dello stupro viene citata anche nel film Così è la vita (1998) di Aldo, Giovanni e Giacomo, quando Aldo, in qualità di sequestratore, intima ai due malcapitati compagni d'avventura di togliersi i pantaloni, pronunciando: «Ora ve lo faccio passare io un tranquillo week-end di paura».
- La sequenza dello stupro viene citata anche nel film Scuola per canaglie (2006).
- La sequenza dello stupro viene citata anche nell'episodio La sindrome cinese di South Park, dove George Lucas e Steven Spielberg stuprano Indiana Jones esattamente come Bob viene violentato dai due montanari.[6]
- La sequenza dello stupro viene citata anche nei Simpson S.21 EP.7 Bifolchi di coccio e manici di scopa.
- Nel film horror The Blair Witch Project (1999), quando i tre protagonisti, avventuratisi nei boschi delle Black Hills, si rendono conto di essere inseguiti da qualcosa, citano il film.